# والدبوکلهایم
والدبوکلهایم (به آلمانی: Waldböckelheim) یک شهر در آلمان است که در باد کرویتسناخ واقع شده‌است. والدبوکلهایم ۲٬۳۶۱ نفر جمعیت دارد.